# 알자티야
알 자티야는 꾸란의 45번째 장이다.
무함마드의 예언자의 메카 단계 동안 이슬람 전통에 따라 계시된 것으로 믿어지는 메카의 장이다. 이것은 무카타앗 하밈(Muqattaʿat Hāʼ Mīm)으로 시작하는 코란의 일곱 장 중 하나이다. 그것은 인류가 숙고할 수 있는 "신의 징조"에 대한 논의를 담고 있으며, 징조에도 불구하고 신을 부인하는 사람들에 대한 처벌을 설명한다. 또한 샤리아를 언급하는 유일한 꾸란 구절이 포함되어 있는데, 샤리아는 나중에 무슬림이 이슬람 율법을 언급하기 위해 사용하는 용어이다.
| 이 전 아드 두칸 | 수라 45 (아랍어 원문) | 다 음 알 아흐까프 |
| 1 2 3 4 5 6 7 8 9 10 11 12 13 14 15 16 17 18 19 20 21 22 23 24 25 26 27 28 29 30 31 32 33 34 35 36 37 38 39 40 41 42 43 44 45 46 47 48 49 50 51 52 53 54 55 56 57 58 59 60 61 62 63 64 65 66 67 68 69 70 71 72 73 74 75 76 77 78 79 80 81 82 83 84 85 86 87 88 89 90 91 92 93 94 95 96 97 98 99 100 101 102 103 104 105 106 107 108 109 110 111 112 113 114 |                       |                   |